# Club Honolulu
Club Honolulu war 1960 eines von mehreren Pseudonymen des Schlagerduos und Geschwisterpaares Caterina Valente und Silvio Francesco.
Caterina Valente und ihr Bruder machten bereits seit 1956 gemeinsame Schallplattenaufnahmen. Unter dem Pseudonym Club Honolulu belegten sie im September 1960 Platz eins der deutschen Hitparade mit Itsy Bitsy Teenie Weenie Honolulu-Strand-Bikini, der deutschsprachigen Adaption des Brian-Hyland-Hits Itsy Bitsy Teenie Weenie Yellow Polka Dot Bikini, der bereits Platz eins in den amerikanischen Charts innehatte und auch die Top 10 in Großbritannien und in Deutschland erreichte. Das Lied kam in der Auflistung der meistverkauften Hits des Jahres 1960 in Deutschland auf Platz 27.
Das Geschwisterpaar hatte unter anderen Projektnamen zahlreiche weitere gemeinsame Erfolge als Club Indonesia, Club Italia, Club Argentina, Club Manhattan sowie Catrins Madison Club. 